# Сандуновські лазні

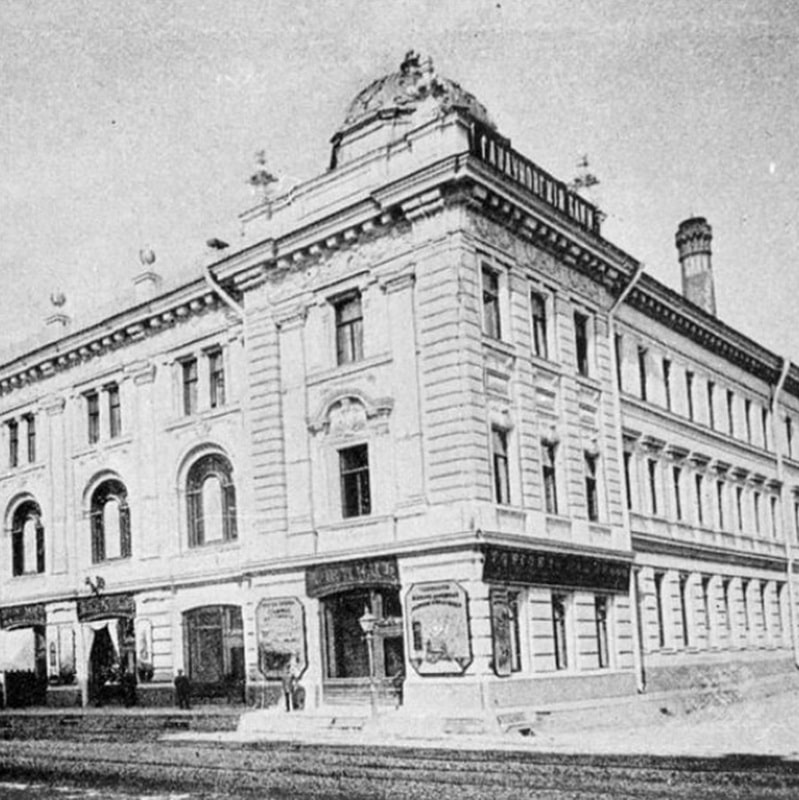
Будівля Сандуновских лазень, історичне фото

Сандуно́вські лаз́ні, також Сандуни́ (рос. Сандуновские бани, Сандуны) — публічні лазні, розташовані в центрі Москви, Росія, на вулиці Неглинній. Пам'ятник архітектури. Найбільший і найвідоміший лазневий комплекс  в Росії.
Лазні діють з 1808 і досі.

## Етимологія

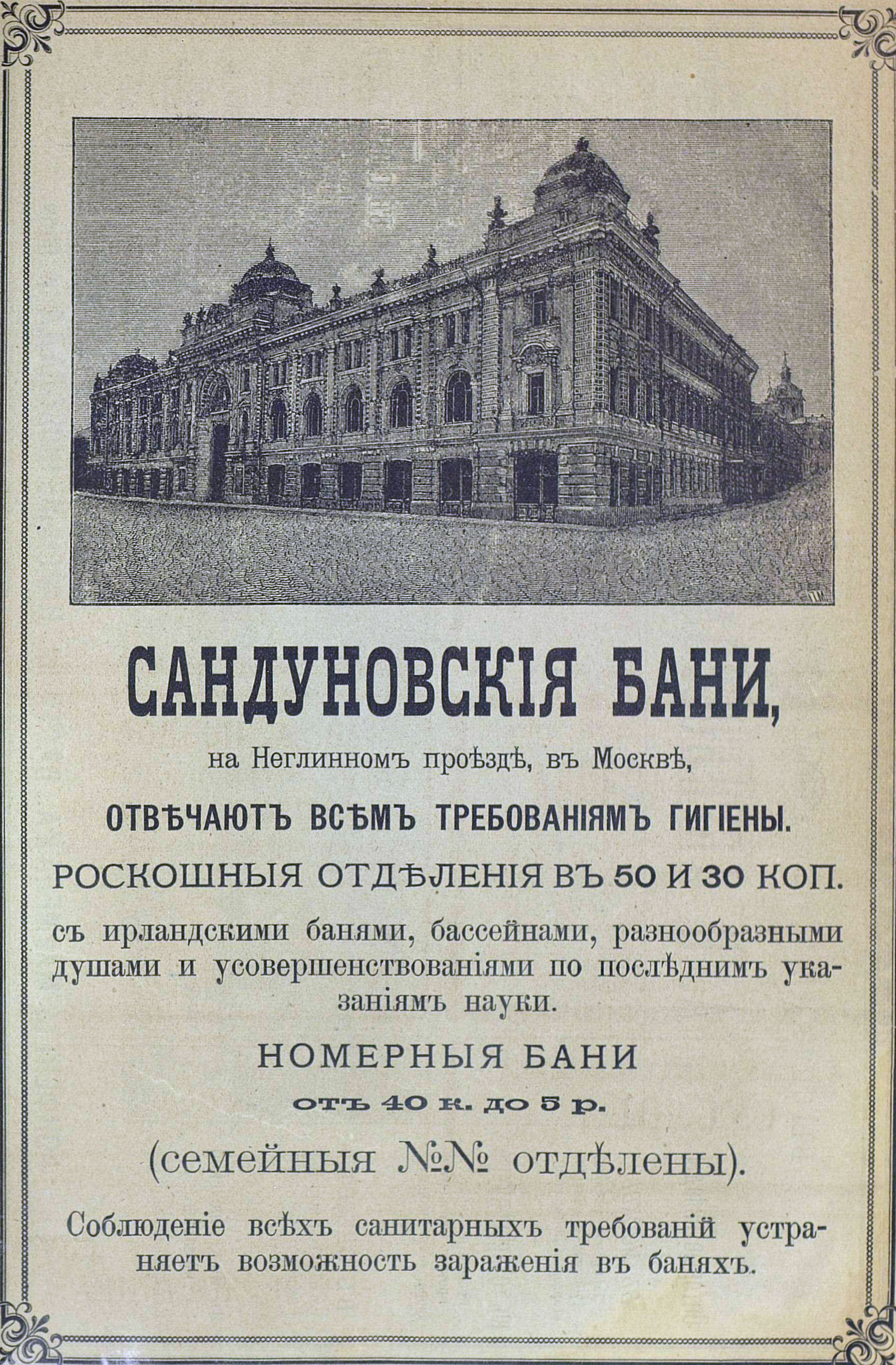
Реклама Сандуновських лазень 1897 року

Лазні отримали назву за іменем свого першого власника і засновника Сіли Миколайовича Сандунова, відомого актора часів Катерини II, котрий мав грузинське походження.